# 川崎淳之助
川崎 淳之助（かわさき じゅんのすけ、1927年 - 2018年）は、英文学者、立教大学名誉教授。
神奈川県生まれ。立教大学文学部英米文学科卒業。立教大学文学部教授、1992年定年退職、川並総合研究所をへて聖徳大学人文学部学部教授。日本ワイルド協会名誉会長。専攻はイギリス演劇（エリザベス朝演劇、風習喜劇）中央アジア・モンゴルの歴史にも造詣が深い。

## 著書
- チムール シルクロードの王者 朝日選書 1977.11
- ジンギス・カンの謎 講談社現代新書 1988.7
- チンギス・ハーン 世界帝国の謎 草原と熱沙に賭けた二人の王者の野望と夢 日本文芸社 1996.4

編著
- シェイクスピア大事典 荒井良雄・大場建治共編 日本図書センター 2002.10

## 翻訳
- 二都物語 ディケンズ 水口志計夫共訳 表現社 1958
- 吸血鬼ドラキュラ ブラム・ストーカー 師岡尚・水口志計夫共訳 表現社 1958
- マーロウ P.ヘンダソン 英文学ハンドブック－「作家と作品」シリーズ 研究社出版 c1970
- 白い悪魔 ジョン・ウェブスター エリザベス朝演劇集 筑摩書房 1974
- その瞳は太陽に似ず 早川書房 1979.8 (アントニイ・バージェス選集)
- サロメと名言集 オスカー・ワイルド 荒井良雄共訳編 新樹社 1989.10
- エリザベス朝悲劇・四拍子による新訳三編 タムバレイン大王、マクベス、白い悪魔 英光社 2010.10

## 記念論集
- 変容する悲劇 英米文学からのアプローチ 松柏社 1993.4

## 参考
- 略年表・業績 川崎淳之助「英米文学」1992  立教大学文学部英米文学研究室